# Kandegala, Nanjangud
Kandegala là một làng thuộc tehsil Nanjangud, huyện Mysore, bang Karnataka, Ấn Độ.